# 에케 호모 (엘리아스 가르시아 마르티네스)
에케 호모(Ecce Homo)는 스페인의 화가 엘리아스 가르시아 마르티네스의 프레스코화이다. 스페인 아라곤주 사라고사도 보르하에 한 교회의 기둥에 그려져 있으며, 가시관을 쓴 예수의 모습을 묘사하고 있다. 예술적 가치에서 높이 평가되는 것은 아니지만, 복구 작업을 통해 널리 알려지게 되었다.
회화의 수복은 아마추어 복원가 80세 여성 세실리아 히메네스(Cecilia Giménez)에 의해 복구가 시도되었으나, 복구는 엉망으로 되었다. 하지만, 인터넷상에서 화제가 되었으며 관광객이 증가하는 결과를 일으키게 되었다.

Cecilia Giménez가 2012년에 프레스코화 복원을 시도한 세실리아 히메네스.

## 같이 보기
- 아웃사이더 아트
- 에케 호모